# فيل برايس
فيل برايس (بالإنجليزية: Phil Price)‏ هو نحات نيوزلندي، ولد في 5 مايو 1965 في نيلسون في نيوزيلندا.